# Terminologija Irana i Perzije
Terminologija „Irana“ i „Perzije“ nerijetko predstavlja spor oko imenovanja u zapadnom svijetu, odnosno problem prilikom razumijevanja političke, povijesne, geografske i kulturne terminologije koju karakteriziraju ti nazivi. Dva moguća naziva za modernu državu su Iran i Perzija.

## Etimologija

### Naziv „Iran“
Iranski narodi su još od vremena Zaratustre (oko 1000. pr. Kr.) zemlju u kojoj su živjeli zvali Aryānām, što je prototip moderne riječi „Iran“.
Današnji oblik naziva „Iran“ izravno potječe od perzijske riječi Ērān koja se prvotno spominje u natpisima Ardaširove investiture iz 3. stoljeća u Nakš-e Rustamu. Na tim natpisima na perzijskom jeziku naziv se spominje u kontekstu ardašīr šāhān šāh ērān što znači „Ardašir, veliki kralj Irana“, dok se na natpisima na partskom jeziku (koji su priloženi uz ove na perzijskom) spominje ardašīr šāhān šāh Aryān, što svjedoči kako je riječ Ērān izvedenica riječi Aryān koja datira mnogo ranije.
Izvedenice ēr- i ary- od riječi ērān/aryān proizlaze iz staroiranskog oblika arya-, odnosno staroperzijskog ariya- ili avestanskog airiia-, što znači Aryan (u kontekstu: „od Iranaca“). Ovaj pojam ovjeren je kao etnički pokazatelj u ahemenidskim natpisima i u zoroastrijskoj tradiciji Aveste, što svedoči kako se Ardaširov natpis ērān više odnosi na naciju nego na carstvo.
Bez obzira na to što se ovaj natpis koji spominje riječ ērān odnosi na iranske narode, ovjereno je kako se naziv ērān u sasanidsko doba koristio i u kontekstu carstva; istovremeno se njegov antonim anērān rabio za rimski teritorij. Pojmovi kao što su ērān i anērān spominju se u tekstovima vjerskog učenjaka Manija iz 3. stoljeća. U natpisima Ardaširovog sina i njegovog nasljednika Šapura I. u kontekstu naziva Ērān spominju se i regije poput Armenije i Kavkaza koje većinom nisu bile naseljene iranskim narodima, što svjedoči o političkom karakteru termina. U natpisima glavnog zoroastrijskog svećenika Kartira (pisanim 30 godina nakon Šapura I.) navedene regije se zajedno s Gruzijom, Albanijom, Sirijom i Pontom spominju u kontekstu antonimskog naziva anērān. Ērān se pak spominje u imenima gradova koje je osnovala sasanidska dinastija (npr. grad Ērān-xwarrah-šābuhr: „Šapurova iranska slava“), odnosno u titulama vladinih službenika (Ērān-āmārgar: „Iranski računovođa“ ili „Iranski pisar“).
Šapurovi trojezični natpisi na Ka‘ba-je Zardoštu („Zaratustrinoj kocki“) također spominju i naziv ērānšahr („kraljevstvo Iranaca“), što je ovjereno i u zoroastrijskim tekstovima.

### Naziv „Perzija“
Grci su drevne iranske monarhije nazivali prema dominantnim narodima istih, odnosno prema etničkom podrijetlu vladajućih dinastija. Do sredine 6 stoljeća pr. Kr. vladajuća dinastija iranskog carstva bili su Medijci, pa su Grci tu državu nazivali „Medija“. Nakon političkog prevrata kada su Perzijanci predvođeni Kirom Velikim zbacili medijskog kralja Astijaga i postali dominatnim narodom koji je osnovao novo iransko carstvo, Grci novonastalu državu počinju nazivati Perses, Persica ili Persis („Perzija“). Taj grčki naziv bio je izvedenica staroperzijske riječi Pārsa koja je karakterizirala pleme kojim je Kir vladao prije početaka osvajanja ostalih iranskih i drugih kraljevstva iz tog doba. Prema navedenom perzijskom plemenu nazvan je teritorij na kojem su živjeli; on se i dan danas naziva „Fars“ (administrativna pokrajina modernog Irana) no u antičko doba granice tog teritorija bile su šire od granica moderne pokrajine. Istovremeno, šire područje koje obuhvaća Iransku visoravan i na kojem su živjeli brojni iranski narodi nazivalo se Aryānām („Arijana“). U rimsko doba, preuzet je grčki koncept terminologija pa je naziv za cijelo carstvo bio Persia („Perzija“). Stariji dijelovi Biblije (starozavjetske knjige o Esteri, Danijelu, Ezri i Nehemiji) često spominju drevno ahamenidsko carstvo pod nazivom Paras (hebr. פרס), odnosno Paras u Madai (פרס ומדי) što znači „Perzija i Medija“.

## Specifična terminologija

### Geografski pojam
U modernom geografskom smislu, teritorij „Irana“ obuhvaća teritorij omeđen njegovim podlitičkim granicama Islamske Republike Iran. Pojam „Perzija“ također se uglavnom odnosi na političke granice moderne iranske pokrajine i administrativne jedinice Fars na jugozapadu države, koja obuhvaća nešto manji teritorij od antičke pokrajine Fars ili Pars u kojoj su smješteni najvažniji povijesni gradovi iranskih carstava perzijskih dinastija: Anšan, Pasargad, Perzepolis, Firuzabad, itd.
Područja poput Velikog Irana mogu biti relevantna u geografsko-kulturnom smislu, dok je područje Perzije u kontekstu bivših carstava u modernom geografskom smislu irelevantno.

### Etnički i jezični pojam
U etničkom i jezičnom smislu, pridjev „iranski“ ima šire značenje od onog „perzijski“. To se odnosi na etnički pojam Iranski narodi u koje spada i perzijski narod, odnosno jezični pojam Iranski jezici u koje spada perzijski jezik. Ipak, treba naglasiti kako iranske narode ne treba miješati s mnogo širim etničko-jezičnim porodicama kao što su Indo-Iranci jer one obuvhaćaju i one narode (npr. one u istočnoj Indiji ili Nepalu) čiji teritoriji nikada nisu bili dijelom nekog iranskog carstva.
Povijesna iranska država još od doba Medijskog Carstva objedinjavala je veći dio iranskih naroda, među kojima je i (tada marginalizirani) perzijski narod, sastavljen od više plemena. Nakon što je Perzijanac Kir Veliki (inače unuk medijskog kralja Astijaga) sredinom 6. stoljeća pr. Kr. pokorio Medijce, zbog tolerantne politike ujedinio je perzijsko i medijsko plemstvo što je uzrokovalo brzu i potpunu asimilaciju Medijaca u Perzijance. U međuvremenu, ostali antički iranski narodi poput Parta, Sagartijaca, Baktrijaca ili Sogdijanaca nisu imali takav povlašteni status kao Medijci pa su duže zadržali svoj identitet.
Perzijska dominacija tokom iranskih carstava Ahemenida, Sasanida i kasnijih islamskih perzijskih dinastija uzrokovala je širenje perzijskog jezika diljem regije, zbog čega su antički iranski narodi na istoku carstva također (jezično) asimilirali u Perzijance. Primjerice, današnji Tadžici smatraju se etničkim potomcima drevnih iranskih naroda Baktrijaca i Sogdijanaca, no njihov iranski jezik je moderna inačica perzijskog jezika („Tadžički perzijski“) zbog čega ih se klasificira kao perzijski narod. Jedan od rijetkih iranskih naroda koji je zadržao svoj etnički i jezični identitet od antičkog doba do danas su Paštunci, bez obzira na to što su stoljećima (uz prekide) živjeli u državama pod dominacijom perzijskog naroda.
Perzijanci kao širi pojam može se gledati samo u političkom kontekstu određenih povijesnih razdoblja, budući kako su neka Perzijska Carstva (poput ahemenidskog ili sasanidskog) uključivala ne samo sve iranske narode, već i Grke, Židove, Arape, Indijce, Nubijce, te brojne druge narode koji ne pripadaju iranskim narodima. Perzijski narod danas čini 51% populacije modernog Irana.
- Područja u kojima je perzijski dominantni jezik
- Cjelovita struktura indo-europskih jezika, sa iranskim jezicima prikazanim po sredini desno
- Karta modernih država u kojima je jedan od iranskih jezika službeni (tamno-zelena boja), odnosno u kojima je takav jedan od službenih jezika (svijetlo-zelena boja)

### Povijesni pojam
Povijest iranske države započinje sredinom 2. tisućljeća pr. Kr. dolaskom iranskih plemena s istoka na teritorij Iranske visoravni. Povijest Irana u kontekstu današnjih političkih granica započinje mnogo ranije (elamska i jiroftska civilizacija), no budući kako se ne radi o iranskim narodima u etničkom smislu (ili njihovo podrijetlo nije do danas definirano), povijest Irana i iranske kulture koju poznajemo i koja kontinuirano traje do danas započinje usponom iranskih kraljevstva Medijaca i Perzijanaca početkom 7. stoljeća pr. Kr. Prvo iransko carstvo osnovali su Medijci, koje oko 550. pr. Kr. pokorava drugi iranski narod, Perzijanci, čime je stvoreno drugo iransko carstvo (Hakhamaneshiyan; „Ahemenidsko Carstvo“). 
U to doba Grci ovu državu počinju nazivati „Perzijom“ (prema vladajućoj perzijskoj dinastiji Ahemenida), pa se takav naziv u zapadnom svijetu zadržao do današnjeg dana. Zanimljivo jest kako su Grci istovremeno koristili termin „medizam“ za političko simpatiziranje Perzijskog Carstva (za što se u Staroj Grčkoj kažnjavalo progonom), a pojam je nazvan prema bivšoj medijskoj dinastiji. Treće iransko carstvo osnovali su Parti (također jedan od drevnih iranskih naroda), no unatoč tome što nisu pripadali perzijskom narodu, njihovo carstvo Antički Rimljani su nazivali „Perzijskim Carstvom“. U periodu između ahemenidskog i arsakidskog carstva, postojalo je Seleukidsko Carstvo, no budući kako su Seleukidi bili helenistička makedonska dinastija (ni Perzijanci, ni iranski narod), njihovo carstvo ne naziva se ni „perzijskim“ ni „iranskim“. Četvrto iransko carstvo osnovala je dinastija Sasanida koja je pripadala perzijskom narodu, pa se njihovo carstvo često naziva Drugim Perzijskim Carstvom. Carstva Medijaca i Parta nerijetko se nazivaju Perzijskim Carstvima unatoč tome što u drevno doba nisu pripadali perzijskom narodu. Ipak, oba navedena iranska naroda (plemena) kasnije su se asimilirala u perzijski narod.
|  |

Nakon pada Sasanidskog Carstva sredinom 7. stoljeća, Iran osvajaju Arapi čime započinje islamizacija zemlje. Od tada, Iranom vladaju brojne dinastije koje pripadaju iranskim narodima, ali i one miješanog iranskog te mongolskog i turkijskog podrijetla (Bujidi, Gaznavidi Safavidi, Kadžari), čija se carstva u zapadnom svijetu također nazivaju „Perzijskim Carstvima“.

### Kulturni pojam
Unatoč tome što zapadne zemlje u današnje doba koriste termin „Iran“ umjesto „Perzija“ u diplomatskim odnosima, u kulturnom smislu iranska kultura se i dalje često naziva perzijskom kulturom. Ipak, budući kako ta kultura ne uključuje samo doprinose perzijskog naroda već i brojnih iranskih plemena (u antičko doba) odnosno naroda koji su tisućljećima živjeli u zajedničkim državama, ispravniji termin je iranska kultura; iranska arhitektura, iranska umjetnost, itd. Pri tome treba imati na umu kako za određene specifičnosti iranske kulture, kao što su slavni perzijski vrtovi, nema spora oko imenovanja budući kako se radi o izvornim elementima perzijskih dinastija (u ovom slučaju Ahemenida), pa ne postoji spor oko dvojezičnosti. Sličnih primjera uvriježenih naziva s pridjevom „perzijski“ ima još, a to su: perzijski sag, perzijska mačka, perzijska keramika, itd.
Zapadni autori „Enciklopedija Iranice“  Arhivirana inačica izvorne stranice od 25. svibnja 2009. (Wayback Machine) (na engleskom jeziku) skloni su korištenju termina Veliki Iran ili Iranski kulturni kontinent. Taj teritorij nalazi se južno od rijeke Sir-Darje, Kavkaza, Kaspijskog i Aralskog mora; istočno od Eufrata, te zapadno od rijeke Ind.

### Diplomatski pojam
Od kraja 6. stoljeća pr. Kr. u zapadnom svijetu sva carstva iranskih vladarskih dinastija nazivala su se „Perzijom“. Tek od 1935. godine, na zahtjev iranskog vladara Reza-šaha Pahlavija, zapadne zemlje počele su u svim službenim dokumentima u vanjskim odnosima rabiti naziv „Iran“.
Mnoge druge države i jezici imaju različite nazive na drugim jezicima (egzonimi). Na primimer, Nijemci svoju zemlju zovu Deutschland, na engleskom jeziku ljudi istu državu nazivaju Germany, Hrvati je zovu Njemačka, Francuzi Allemagne, Finci Saksa (po Saksima), Estonci Saksamaa, itd. Analognih primjera ima mnogo; Grčka - Elláda, Armenija - Hayastan, Finska - Suomi, Albanija - Shqipëria, Egipat - Misr, Indija - Bharat ili Hindustan, Japan - Nippon, Kina - Zhōnggúo, itd. Sličan primjer je i terminologijom Perzije; odnosno Irana.

## Poveznice
- Iran
- Perzijsko Carstvo

## Vanjske poveznice
- Pejman Akbarzadeh: What is the English Name of Our Country? Iran or Persia?, Rahavard Quarterly, Los Angeles, proljeće 2004.
- Pejman Akbarzadeh: Iran or Persia? Farsi or Persian?  Arhivirana inačica izvorne stranice od 10. prosinca 2008. (Wayback Machine)
- „Perzijanci nisu Arapi“ Persians Are Not Arabs
- Iranica: Iranian identity (Ahmad Ashraf)
- A. Shapur Shahbazi: Birth of the Persian Empire - The History of the Idea of Iran, preveli: V. S. Curtis i S. Stewart, 2005.